# يو إف سي على إي إس بي إن: دوس أنجوس ضد فيزيف
يو إف سي على إي إس بي إن: دوس أنجوس ضد فيزيف (بالإنجليزية: UFC on ESPN: dos Anjos vs. Fiziev)‏ هو حدث لفنون القتال المختلطة نظمته يو إف سي، أُقيم في 9 يوليو 2022، على يو إف سي أبيكس في إنتربرايز، يفادا، جزء من منطقة لاس فيغاس الحضرية، الولايات المتحدة.